# Pinedale (Wyoming)
Pinedale ist eine City und gleichzeitig Verwaltungssitz (County Seat) des Sublette County im US-amerikanischen Bundesstaat Wyoming. Das U.S. Census Bureau hat bei der Volkszählung 2020 eine Einwohnerzahl von 2.005 ermittelt.

## Geographie
Die Stadt Pinedale liegt im Zentrum eines hohen Gebirgstals an der Westseite der kontinentalen Wasserscheide im Westen von Wyoming. Der Pine Creek, ein Zufluss des New Fork River, durchfließt die Ortschaft. 4 km nördlich von Pinedale wird der Pine Creek zum Fremont Lake aufgestaut. Nordwestlich der Stadt liegt das Tal Jackson Hole, der Yellowstone-Nationalpark und der Grand-Teton-Nationalpark.

## Verkehr
Der U.S. Highway 191 verläuft direkt durch das Stadtgebiet.